# Lionel Bajart
Pour les articles homonymes, voir Bajart.
Lionel Bajart, né le 14 mai 1979 à Anderlecht est un homme politique belge flamand, membre du OpenVLD.
Il est licencié en sciences commerciales (Vlekho, 2003) et executive MBA (Solvay Business School, 2008); administrateur-délégué (Halimmo NV, 2002 - ); Business Development Manager (KPMG Advisory, 2009 - 2011); juge au tribunal de commerce (Bruxelles, 2010 - 2011); directeur commercial (Caesar Real Estate Fund NV, 2011 - 2013); directeur opérationnel (Prodecom NV, 2013 - 2014); conseiller indépendant (Gumption BVBA).

## Fonctions politiques
- conseiller CPAS à Ganshoren (2013-)
- Député au Parlement flamand :
  - depuis le 25 mai 2014
- sénateur fédéral
  - depuis le 9 octobre 2018 en remplacement de Ann Brusseel.